# ديشار مخطط
ديشار مخطط (الاسم العلمي: Pteris vittata) هو نوع نباتي يتبع جنس الديشار من فصيلة الديشارية.